# Ahmad Matar
 (mars 2017).
Si vous disposez d'ouvrages ou d'articles de référence ou si vous connaissez des sites web de qualité traitant du thème abordé ici, merci de compléter l'article en donnant les références utiles à sa vérifiabilité et en les liant à la section « Notes et références ».
Pour les articles homonymes, voir Matar.
Ahmad Matar (en arabe : أحمد مطر) est un poète irakien du XXe siècle né en 1954 dans le village d’Al-Tanuma, un quartier du district de Shatt al-Arab à Bassorah. Son œuvre est principalement centrée sur une critique politique des régimes arabes en place, y compris après le printemps arabe de 2011. Il s'est exilé au Koweït, puis au Royaume-Uni depuis le milieu des années 1980.

## Famille
Matar est né à Tanoma, un village dans le sud d’Irak dans la province d’Al-Basra. Il est le quatrième de dix enfants. Pendant sa jeunesse, il a déménagé à Bagdad où il a habité avec son frère. Il est marié avec trois fils et une fille. 

## Biographie
Critique envers le gouvernement de Saddam Hussein, il n'épargne pas non plus les autres régimes des pays arabes, leur reprochant leur immobilisme. Il doit s'exiler au Koweït, puis au Royaume-Uni à partir du milieu des années 1980.

## Œuvre
Durant les années 1970-1980, il se concentre sur des poèmes politiques, visant les régimes des pays arabes, et proclamant la poésie comme moteur de la contestation. Il vise également les États-Unis, qu'il considère comme responsables de l'instabilité du Proche-Orient.

## Influence
L'œuvre de Matar influence des artistes comme Souad Massi ou le groupe N3rdistan.
L'un de ses poèmes comprend une injonction (« Irhalou ! », signifiant « Dégagez ! »), reprise par le mouvement du printemps arabe.